# Gränna kommunala realskola
Gränna kommunala realskola var en realskola i Gränna verksam från 1950 till 1970.

## Historia
Skolan fanns från före 1939 som en högre folkskola. Denna ombildades 1950 till en kommunal mellanskola, som 1 juli 1952 ombildades Gränna kommunala realskola.
Realexamen gavs från 1951 till 1970.